# 吕兹纳克
吕兹纳克（法語：Luzenac，法語發音：[lyznak]），法国南部市镇，位于奥克西塔尼大区阿列日省，隶属于富瓦区，其市镇面积为26.43平方公里，2022年1月1日时人口数量为514人，在法国城市中排名第16,110位。
吕兹纳克位于阿列日省东南部，阿列日河谷中，波尔泰圣西蒙－普伊格塞尔达铁路由此通过。吕兹纳克因其境内的滑石矿加工厂及同名足球俱乐部而闻名。

## 地名来源
根据当地官方网站的论述，吕兹纳克最初于公元1074年以“Lusinac”的形式被记载于克吕尼修道院的一份手记当中，该名称可能出自人名，后者生平尚有待考证。
吕兹纳克所处区域在19世纪以前通行奥克语，“Luzenac”在奥克语维基百科及Openstreetmap中被标记为“Lusenac”。
此外，因翻译标准不同，“Luzenac”在部分中文资料中又被译为卢泽纳克或鲁兹那克。

## 历史

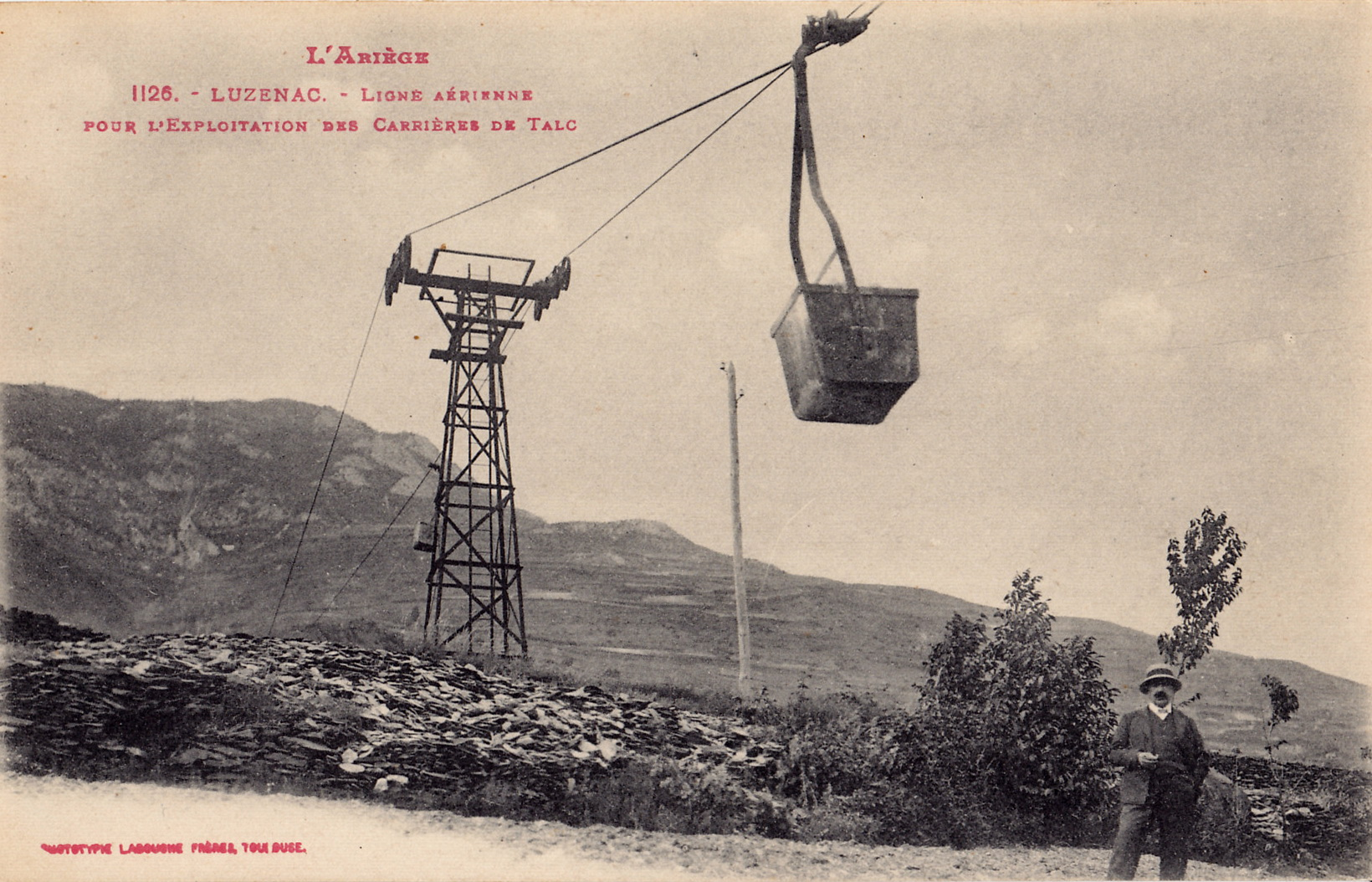
20世纪初的滑石矿厂索道

吕兹纳克的早期历史尚不清楚，当地曾有高卢时期的人类活动遗迹。公元13世纪，吕兹纳克出现了一处城堡。中世纪末，吕兹纳克长期为富瓦伯国的一处领地，当地领主几经更替。1656年，吕兹纳克圣卡特里娜教堂（Église Sainte-Catherine）建成。法国大革命后，吕兹纳克成为阿列日省的一个市镇。工业革命期间，吕兹纳克附近山区发现滑石矿并得到开采，位于吕兹纳克的特里穆恩滑石矿加工厂成为当地的核心企业。途径吕兹纳克的波尔泰圣西蒙－普伊格塞尔达铁路于1888年建成通车。黄金三十年期间，当地人口数量有所增加。吕兹纳克足球俱乐部曾于2013-2014赛季获得法国全国联赛亚军，但因场地不合标准而被法国足协取消升入职业联赛资格，此举被法媒称为“法国足球史上最不公平待遇”。

## 地理

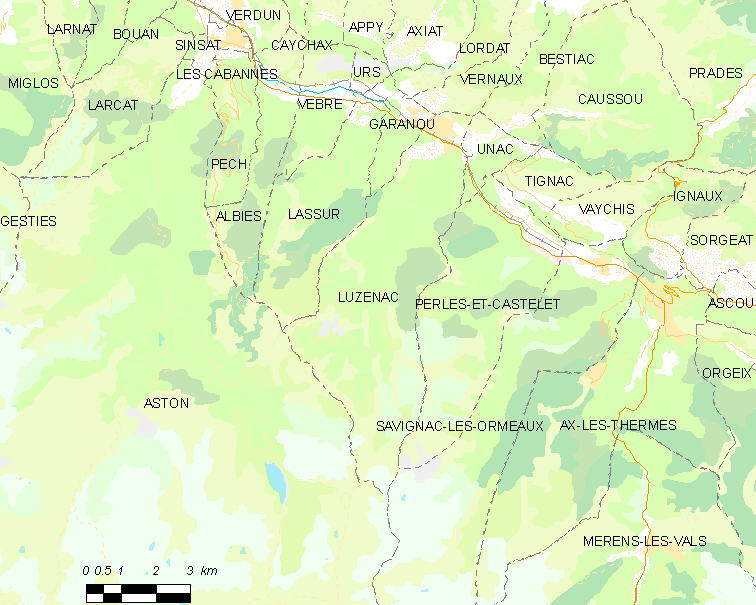
吕兹纳克市镇范围地图

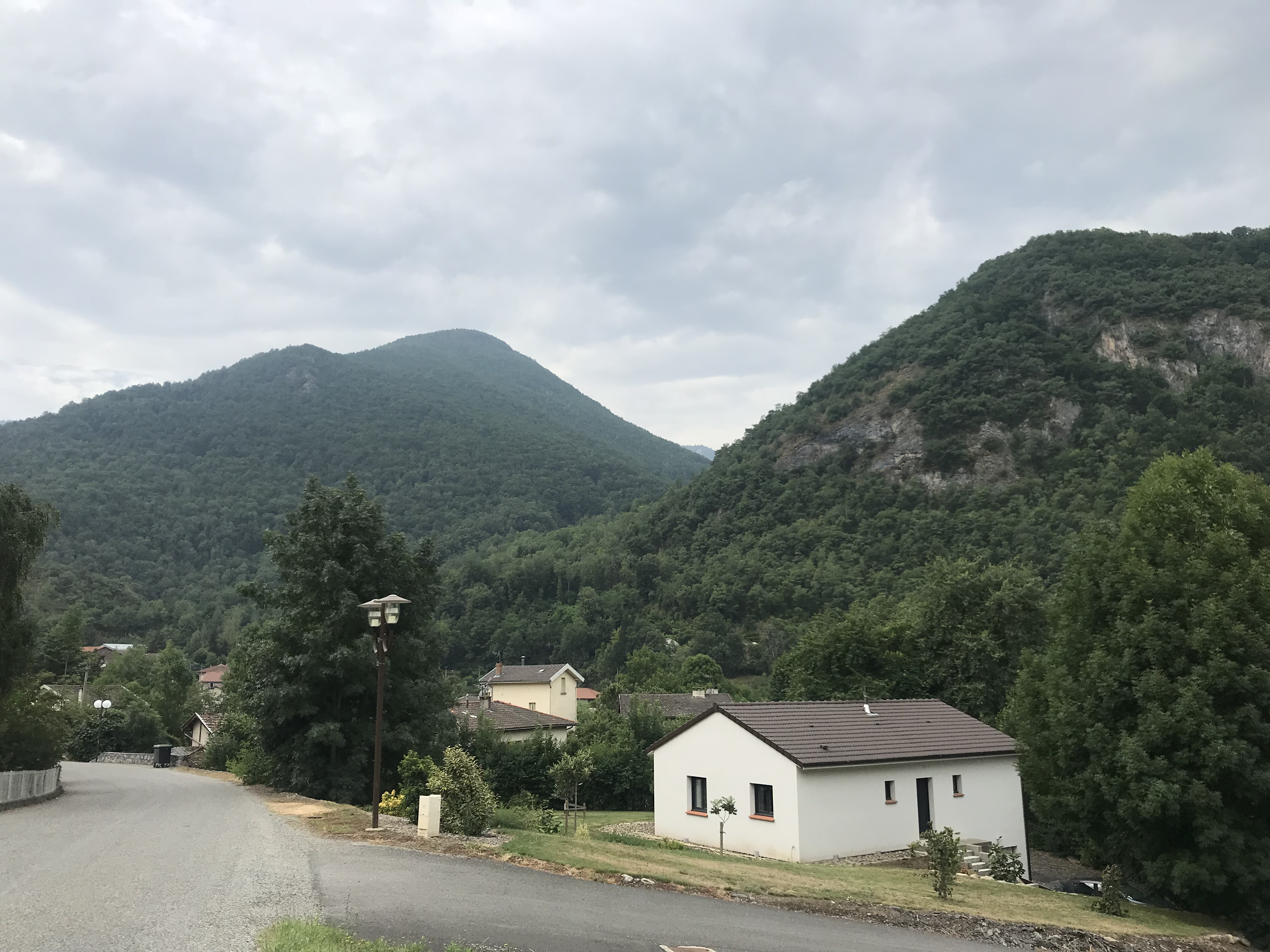
吕兹纳克境内的山谷

吕兹纳克位于法国南部偏西，奥克西塔尼大区南部和阿列日省东南部，距离省会富瓦大约34公里。与吕兹纳克接壤的市镇包括：阿斯通、加拉努、拉叙尔、佩尔勒和卡斯特莱、萨维尼亚克-莱索尔莫、于纳克、韦尔诺。

### 地形
吕兹纳克位于比利牛斯山北麓的一处山谷之中，境内以山地为主，市镇中心位于一处河谷之中，两侧为陡峭的山地，全境海拔在594到2247米之间。

### 水文
吕兹纳克位于加龙河流域范围内，阿列日河干流自东南向西北流经境内，其左岸支流拉瓦伊溪（ruisseau de Lavail）全流域位于吕兹纳克市镇范围内。

### 植被
吕兹纳克属于温带阔叶混交林区，其境内的高海拔地区有针叶林分布，林地覆盖了市镇范围内的大部分区域。
在鲜花城市的评比中，吕兹纳克暂未被评级。

### 气候
吕兹纳克在柯本气候分类法中属于带有地中海特征的山地气候。
距离吕兹纳克最近的常年气象站位于阿斯库境内，以下为该气象站的数据（其中日照数据取自安道尔）：
| 阿斯库 1981年－2010年 | 阿斯库 1981年－2010年 | 阿斯库 1981年－2010年 | 阿斯库 1981年－2010年 | 阿斯库 1981年－2010年 | 阿斯库 1981年－2010年 | 阿斯库 1981年－2010年 | 阿斯库 1981年－2010年 | 阿斯库 1981年－2010年 | 阿斯库 1981年－2010年 | 阿斯库 1981年－2010年 | 阿斯库 1981年－2010年 | 阿斯库 1981年－2010年 | 阿斯库 1981年－2010年 |
| 月份                  | 1月                   | 2月                   | 3月                   | 4月                   | 5月                   | 6月                   | 7月                   | 8月                   | 9月                   | 10月                  | 11月                  | 12月                  | 全年                  |
| --------------------- | --------------------- | --------------------- | --------------------- | --------------------- | --------------------- | --------------------- | --------------------- | --------------------- | --------------------- | --------------------- | --------------------- | --------------------- | --------------------- |
| 历史最高温 °C（°F）   | 20 (68)               | 24 (75)               | 24.5 (76.1)           | 28 (82)               | 31.5 (88.7)           | 35 (95)               | 36.3 (97.3)           | 36 (97)               | 33 (91)               | 30.5 (86.9)           | 26 (79)               | 22 (72)               | 36.3 (97.3)           |
| 平均高温 °C（°F）     | 7.2 (45.0)            | 8.7 (47.7)            | 11.6 (52.9)           | 13.2 (55.8)           | 17.5 (63.5)           | 21.1 (70.0)           | 24.5 (76.1)           | 24.4 (75.9)           | 21 (70)               | 17.2 (63.0)           | 11 (52)               | 7.6 (45.7)            | 15.4 (59.7)           |
| 日均气温 °C（°F）     | 1.9 (35.4)            | 2.8 (37.0)            | 5.3 (41.5)            | 7 (45)                | 10.9 (51.6)           | 14.5 (58.1)           | 17.1 (62.8)           | 17.1 (62.8)           | 13.9 (57.0)           | 10.5 (50.9)           | 5.5 (41.9)            | 2.6 (36.7)            | 9.1 (48.4)            |
| 平均低温 °C（°F）     | −3.3 (26.1)           | −3.1 (26.4)           | −1.1 (30.0)           | 0.9 (33.6)            | 4.4 (39.9)            | 7.9 (46.2)            | 9.8 (49.6)            | 9.7 (49.5)            | 6.7 (44.1)            | 3.9 (39.0)            | −0.1 (31.8)           | −2.5 (27.5)           | 2.8 (37.0)            |
| 历史最低温 °C（°F）   | −22.2 (−8.0)          | −17.8 (0.0)           | −17 (1)               | −10 (14)              | −6 (21)               | −2 (28)               | 1.2 (34.2)            | −1 (30)               | −2.8 (27.0)           | −8 (18)               | −15 (5)               | −15.5 (4.1)           | −22.2 (−8.0)          |
| 平均降水量 mm（）     | 124.9 (4.92)          | 96.8 (3.81)           | 111.4 (4.39)          | 139.2 (5.48)          | 132.4 (5.21)          | 96.3 (3.79)           | 65 (2.6)              | 85.1 (3.35)           | 93.2 (3.67)           | 95.1 (3.74)           | 118.4 (4.66)          | 113.1 (4.45)          | 1,270.9 (50.04)       |
| 月均日照時數          | 122.4                 | 155.7                 | 186.7                 | 170.9                 | 189                   | 222                   | 254.2                 | 230                   | 190.7                 | 157                   | 131.1                 | 99                    | 2,108.7               |
| 来源：infoclimat.fr   |                       |                       |                       |                       |                       |                       |                       |                       |                       |                       |                       |                       |                       |

## 行政区划
吕兹纳克的市镇编号为09176，邮政编号为09250。
在行政管理方面，吕兹纳克隶属于法国奥克西塔尼大区阿列日省富瓦区；在地方选举方面，吕兹纳克隶属于上阿列日县，其市镇范围全境被划入阿列日省第一选区；在社会管理方面，吕兹纳克是上阿列日市镇公共社区的办公驻地。
法国国家统计与经济研究所（简称）在进行数据统计时，未将吕兹纳克划入任何城市核心区、城市区以及城市辐射区（）内。此外，还将吕兹纳克市镇整体看作一个“块区”（IRIS），以便于统计人口分布情况。

## 交通

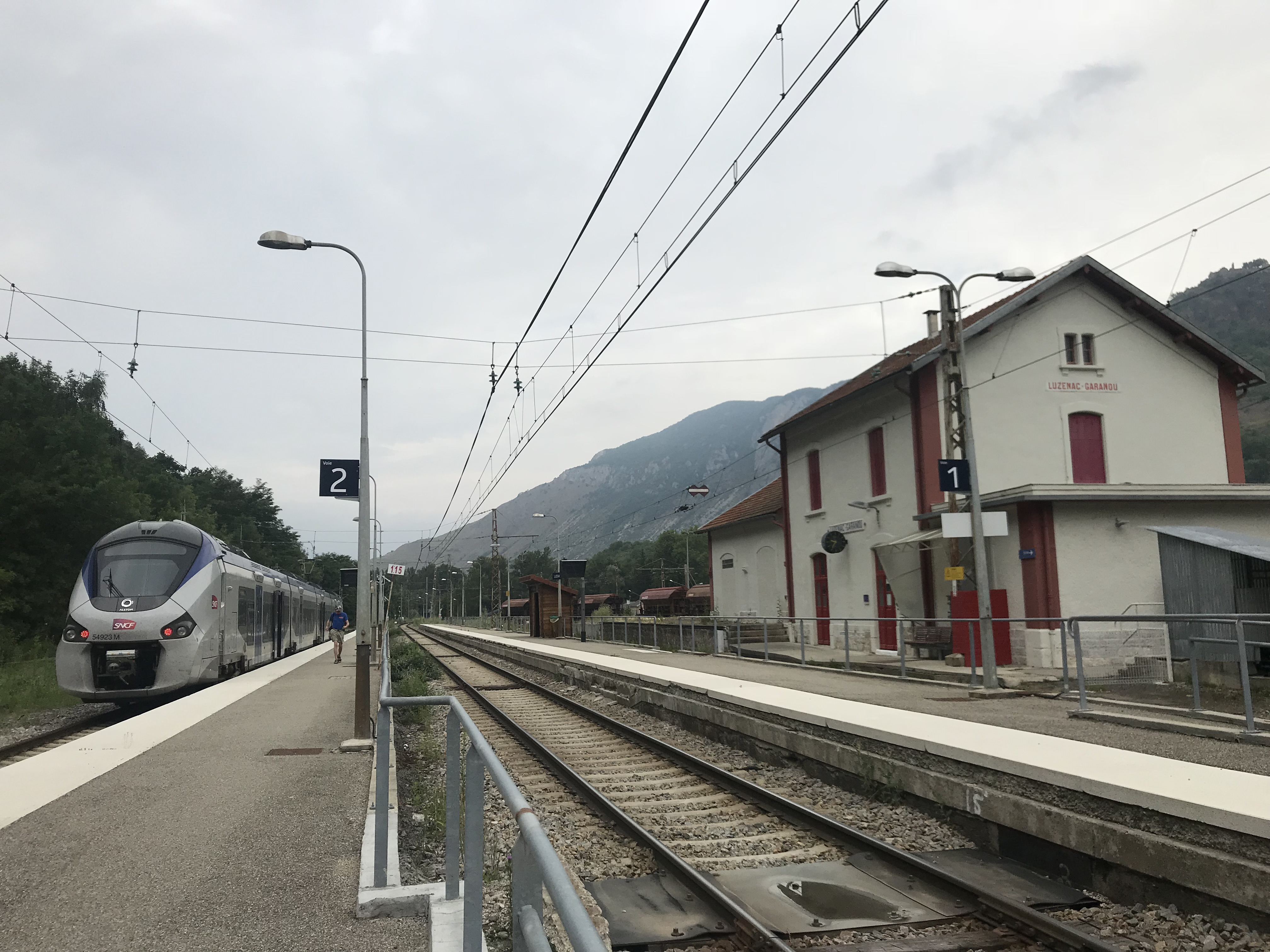
吕兹纳克-卡拉努火车站站台

### 公路
法国国道N20线和阿列日省省道D2线和D55线在吕兹纳克境内交汇，奥克西塔尼大区下属的城际客运提供巴士线路，可前往周边部分市镇。
|  | 54 |

| 富瓦 | 34 |

| 帕米耶 | 54 |

| 基扬 | 59 |

2018年，45.6%的吕兹纳克家庭拥有至少一辆私人汽车。2016年，吕兹纳克境内共发生各类交通事故1起，造成2人受伤，其中2人重伤。

### 铁路
吕兹纳克位于波尔泰圣西蒙－普伊格塞尔达铁路上。吕兹纳克-加拉努站位于吕兹纳克和加拉努交界处，该站停靠往返于图卢兹和拉图尔德卡罗勒一线的区域列车。

### 航空
吕兹纳克市中心距离卡尔卡松机场和图卢兹-布拉尼亚克机场的公路里程分别约111公里和129公里。

### 城市公共交通
截至2022年9月，吕兹纳克暂无城市公共交通系统。

## 政治

### 市政内阁
吕兹纳克的现任市长为克里斯蒂安·卢贝先生（Christian LOUBET），他是社会党的一名成员，在2020年的市政选举中获得了100%的支持率（无其他候选人）。
| 吕兹纳克历届市长 | 吕兹纳克历届市长                 | 吕兹纳克历届市长 |
| 任期             | 市长                             | 党派             |
| ---------------- | -------------------------------- | ---------------- |
| 1944年－1947年   | Joseph VILA 约瑟夫·维拉          | 不详             |
| 1947年－1960年   | Marcel DEPEYRE 马塞尔·德佩尔     | 不详             |
| 1960年－1971年   | René ESPY 勒内·埃斯皮            | 不详             |
| 1971年－1974年   | Pierre BEY 皮埃尔·贝             | 不详             |
| 1974年－1977年   | Sylvain DURAND 西尔万·迪朗       | 不详             |
| 1977年－         | Christian LOUBET 克里斯蒂安·卢贝 | PS社会党         |

### 各级选举
| 吕兹纳克历届投票选举结果 | 吕兹纳克历届投票选举结果 | 吕兹纳克历届投票选举结果 | 吕兹纳克历届投票选举结果 | 吕兹纳克历届投票选举结果 | 吕兹纳克历届投票选举结果 | 吕兹纳克历届投票选举结果 | 吕兹纳克历届投票选举结果 | 吕兹纳克历届投票选举结果 | 吕兹纳克历届投票选举结果 |
| 选举项目                 | 选举范围                 | 选区单位                 | 选区单位内的选举结果     | 选区单位内的选举结果     | 选区单位内的选举结果     | 选区单位内的选举结果     | 选区单位内的选举结果     | 选区单位内的选举结果     | 参考资料                 |
| 选举项目                 | 选举范围                 | 选区单位                 | 第一轮胜出者             | 第一轮胜出者             | 支持率                   | 第二轮胜出者             | 第二轮胜出者             | 支持率                   | 参考资料                 |
| ------------------------ | ------------------------ | ------------------------ | ------------------------ | ------------------------ | ------------------------ | ------------------------ | ------------------------ | ------------------------ | ------------------------ |
| 2017年法國總統選舉       | 法國                     | 市镇                     |                          | 玛丽娜·勒庞              | 30.48%                   |                          | 埃马纽埃尔·马克龙        | 57.72%                   | [ 22 ]                   |
| 2017年法国立法选举       | 阿列日省第一选区         | 市镇                     |                          | 热罗姆·阿兹马            | 34.44%                   |                          | 贝尼迪克特·托里纳        | 53.8%                    | [ 22 ]                   |
| 2019年欧洲议会选举       | 法國                     | 市镇                     |                          | 若尔当·巴尔代拉          | 28.98%                   | （不适用）               | （不适用）               | （不适用）               | [ 24 ]                   |
| 2021年法国省级选举       | 阿列日省                 | 县                       |                          | 娜塔莉·卡纳尔 阿兰·诺迪  | 48.71%                   |                          | 娜塔莉·卡纳尔 阿兰·诺迪  | 56.59%                   | [ 25 ]                   |
| 2021年法国省级选举       | 阿列日省                 | 市镇                     |                          | 娜塔莉·卡纳尔 阿兰·诺迪  | 46.25%                   |                          | 娜塔莉·卡纳尔 阿兰·诺迪  | 57.14%                   | [ 25 ]                   |
| 2021年法国大区选举       | 奧克西塔尼大區           | 市镇                     |                          | 卡萝尔·代尔加            | 55.36%                   |                          | 卡萝尔·代尔加            | 71.26%                   | [ 26 ]                   |
| 2022年法国总统选举       | 法國                     | 市镇                     |                          | 玛丽娜·勒庞              | 29.24%                   |                          | 玛丽娜·勒庞              | 56.1%                    | [ 22 ]                   |
| 2022年法国立法选举       | 阿列日省第一选区         | 市镇                     |                          | 让-马克·加尔尼耶         | 28.79%                   |                          | 安娜-索菲·特里布         | 53.42%                   | [ 22 ]                   |

## 人口
2019年，吕兹纳克市镇人口数量为530，在法国排名第16,110位。其中男性256人，女性265人，75岁及以上人口占13.2%，外籍人口数量为20人，人口密度为20人/平方公里，当地居民被称为（男性）或（女性）。2020年，吕兹纳克境内出生2人，死亡人口24人。
| 吕兹纳克1901年－2019年人口变化情况 |
|                                    |
| 数据来源：Cassini、INSEE           |

## 经济
截止2022年9月，吕兹纳克市镇范围内共有各类用人单位（包含自雇）60家，比上一年新增3家。

## 财政与居民收入
2020年，吕兹纳克的财政收入总额为1,097,880欧元，财政支出总额为881,360欧元，当年的债务总额为1,355,030欧元。2021年，吕兹纳克市镇所在的公共社区共获得874,207欧元的国家财政补助，比上一年减少了1.36%。
2020年，吕兹纳克的人均月收入总额为1,858欧元，低于法国平均水平（2,303欧元）。
2018年，吕兹纳克境内的青壮年（15至64岁）失业率为11.7%，当地47.7%的家庭拥有纳税资格，平均纳税1,683欧元，低于法国平均水平（3,910欧元）。

## 社会事务

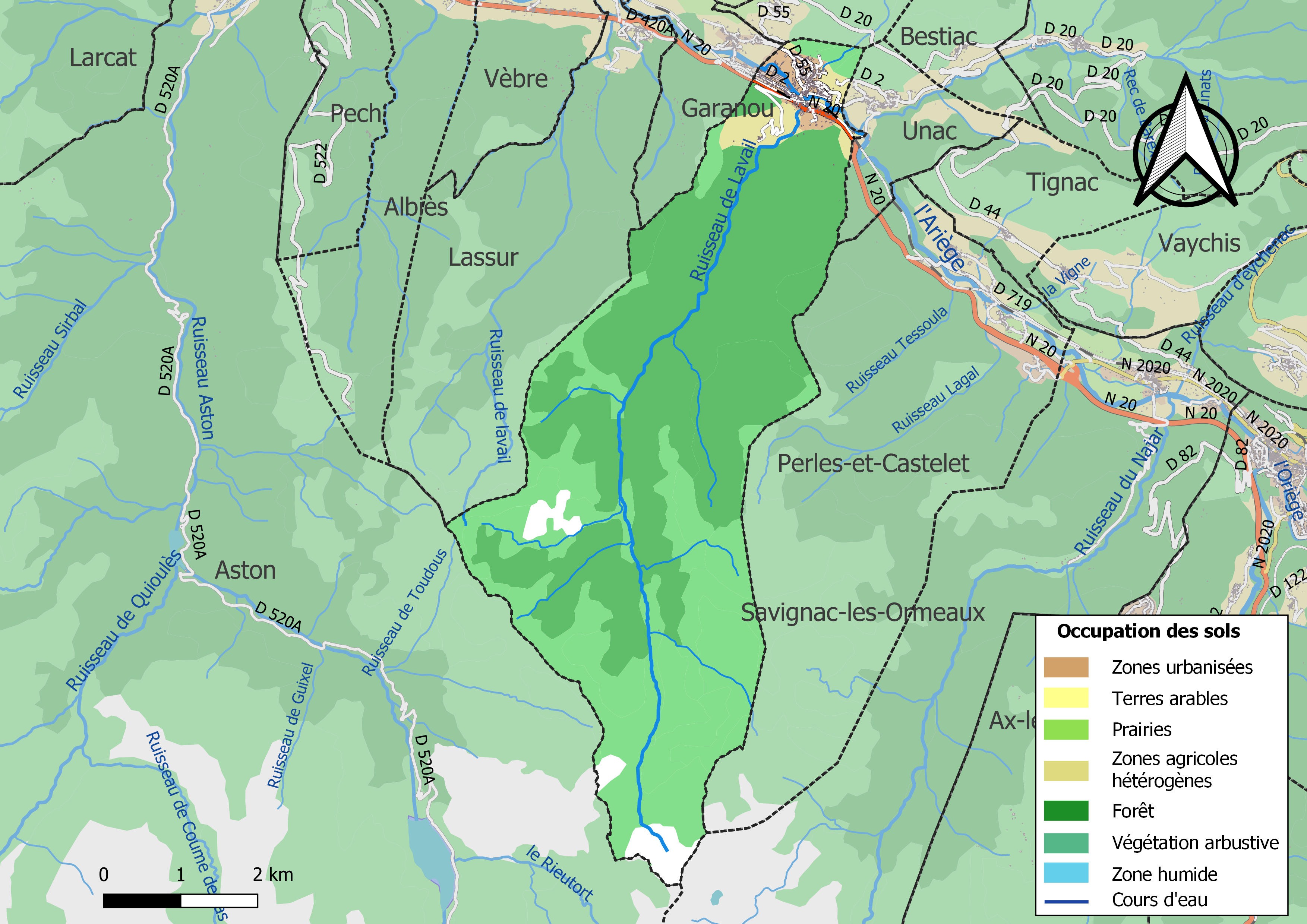
吕兹纳克土地利用情况地图

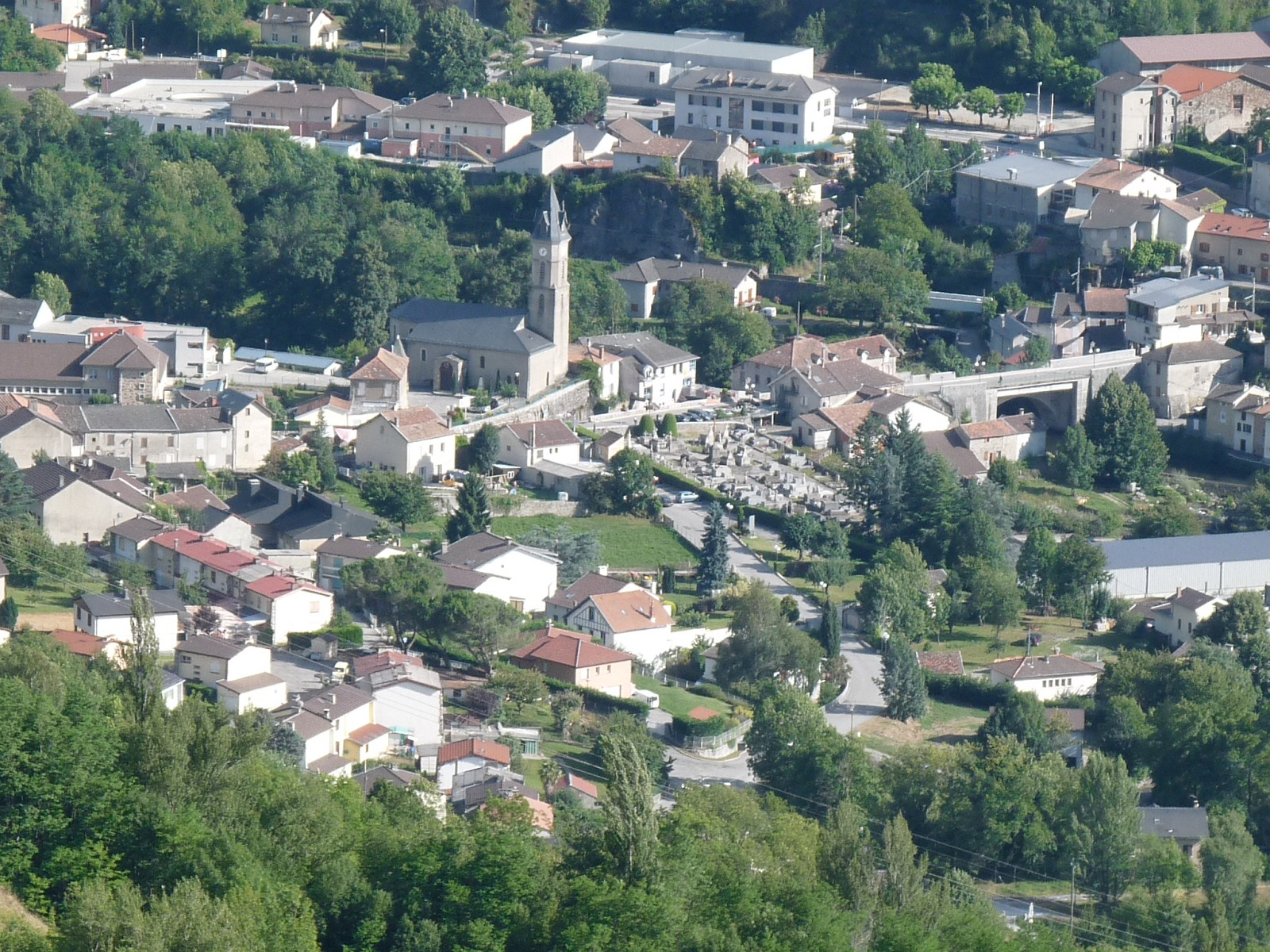
航拍吕兹纳克镇中心

### 教育
吕兹纳克属于图卢兹学区。截止2020年1月1日，吕兹纳克境内共有1所小学。

### 医疗
截止2020年1月1日，吕兹纳克境内共有全科医生1名和保健师1名。
距离吕兹纳克最近的区域性医疗机构为阿克斯莱泰尔姆中心医院（Centre Hospitalier d'Ax-les-Thermes），其主病区距离吕兹纳克市区的正常车程约11分钟，该院设有床位58个，是当地规模最大的公立综合性医院。

### 住房
2018年，吕兹纳克境内共有各类住房478套，其中67.8%为独立式居民区，31.8%为集中式居民区。常住房屋占吕兹纳克市镇范围内居民建筑总量的50.8%。
在住房保障政策方面，2020年，吕兹纳克境内共有61户家庭获得了住房经济补助，受益人数占总人口数量的11.7%，其中59份为房租补助。

### 商业
2019年，吕兹纳克境内共有各类实体商铺11家，其中餐厅1家、杂货店1家、面包房1家、肉铺1家、汽车维修店1家。镇中心建有一家Proxi便民超市。

### 体育
2020年，吕兹纳克境内共有1家游泳池、2处网球场以及1处足球或橄榄球场。
吕兹纳克因同名足球俱乐部（LAP，编号505956）而闻名，后者曾获得2013至2014赛季法国全国联赛（法丙）亚军，但因其球场不符合职业联赛标准而被法国足协拒绝升入法乙。该俱乐部主队2022至2023赛季参加奥克西塔尼大区足球联赛甲组（法国第六级别），其主场为保罗·费杜球场。该俱乐部也是截至2022年9月吕兹纳克境内唯一的注册足球俱乐部。

### 环境
吕兹纳克的环境事务由其所属的上阿列日市镇公共社区联合各级政府协调负责。2019年，吕兹纳克境内暂无污染企业。

### 治安
吕兹纳克及其附近的共129个市镇是富瓦国家宪兵队（zone gendarmerie de Foix）的管辖范围。2020年，该宪兵队累计记录各类案件1,483起，其中盗窃类案件606起，经济类案件284起，毒品交易类案件74起。

## 文化

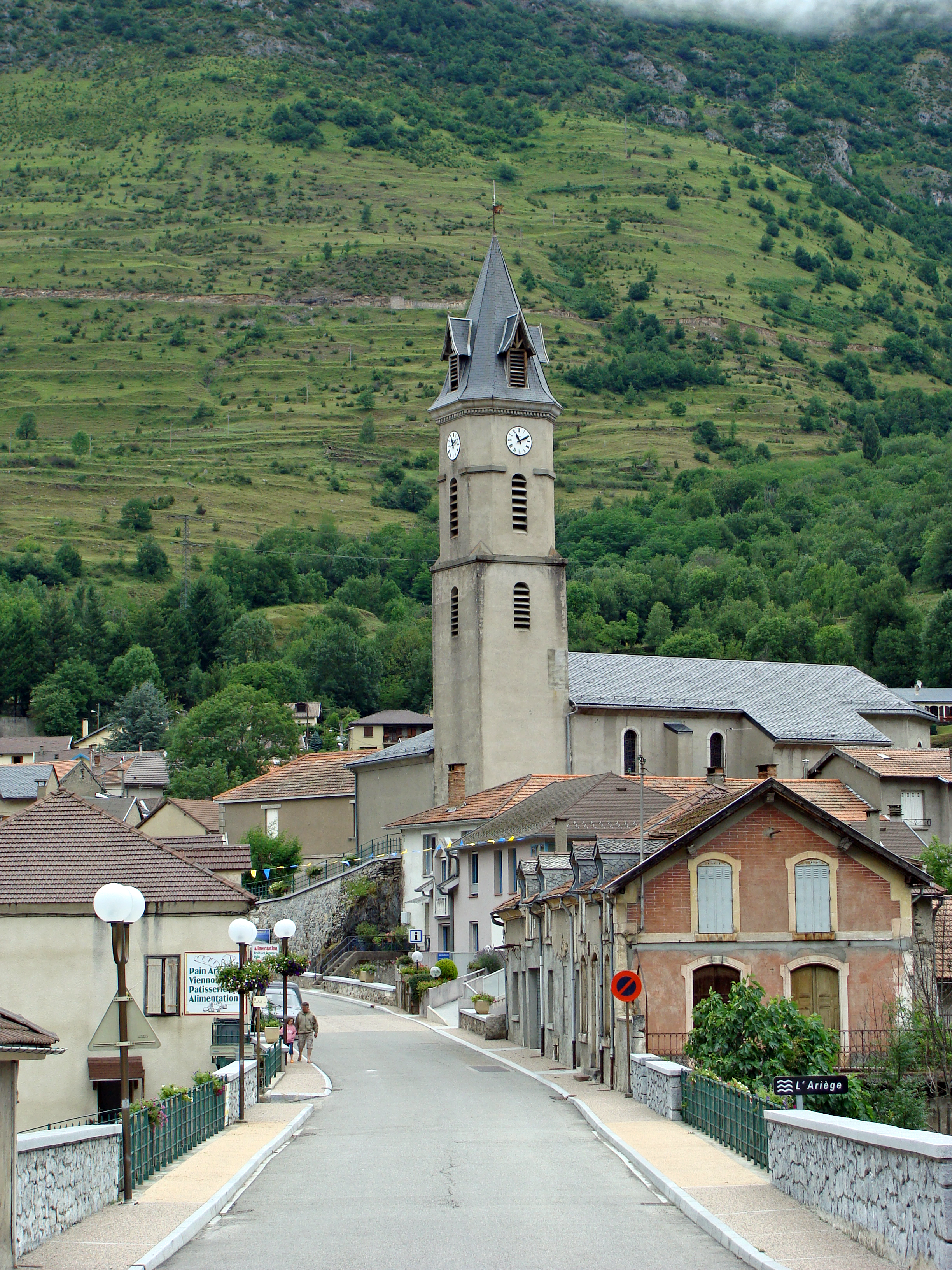
镇中心的圣卡特里娜教堂

2020年，吕兹纳克境内暂无任何文化设施。吕兹纳克市政府提供多媒体中心，每周二至五向公众开放。

### 建筑
吕兹纳克境内有多处历史建筑，位于镇中心的圣卡特里娜教堂（Église Sainte-Catherine de Luzenac）是当地的地标性建筑物。

### 旅游
吕兹纳克的旅游事务由其所属的上阿列日市镇公共社区负责。2021年，吕兹纳克境内共有1家酒店共计10间房间；另有1个露营地，可容纳共139辆露营车。

### 媒体
法国主要的媒体均可在吕兹纳克接收，法国电视三台下属的奥克西塔尼大区频道在部分时段播出吕兹纳克所属区域的地方新闻。《南部追寻》、《阿列日周报》、比利牛斯广播、蓝色法兰西奥克西塔尼广播等是当地主要的地方性媒体。

## 友好城市
截至2022年9月，吕兹纳克共与一座城市互为友好城市关系：
- 奥地利 拉辛（1988年）